# Gwiazdy polskiej muzyki lat 80. (album różnych artystów)
Gwiazdy polskiej muzyki lat 80. – album kompilacyjny różnych artystów, wydany w 2007 roku jako dodatek do gazety. Zawiera 14 przebojów z lat 80. Płyta pochodzi z kolekcji Dziennika i jest dwudziestą dziewiątą częścią cyklu „Gwiazdy polskiej muzyki lat 80.”.

## Spis utworów
1. Formacja Nieżywych Schabuff – „Klub wesołego szampana” (muz. Formacja Nieżywych Schabuff – sł. W. Płocharski) – 3:49
2. Oddział Zamknięty – „Na to nie ma ceny” (muz. W. Łuczaj-Pogorzelski – sł. K. Jaryczewski) – 3:52
3. Mr. Zoob – „Kartka dla Waldka” (muz. A. Donarski – sł. G. Tomczak) – 3:30
4. Gedeon Jerubbaal – „Śpiewaj i tańcz” (muz. M. Nowak, J. Okulewicz, K. Ruciński, R. Sarbak, M. Wawrzyniak – sł. K. Ruciński) – 2:57
5. Big Cyc – „Ballada o smutnym skinie” (muz. J. Jędrzejak, J. Lis, R. Lechowicz – sł. K. Skiba) – 5:52
6. Martyna Jakubowicz – „W domach z betonu nie ma wolnej miłości” (muz. M. Jakubowicz – sł. A. Jakubowicz) – 4:54
7. Elżbieta Mielczarek – „Poczekalnia PKP” (muz. J. Myrow – sł. M. Kreutz) – 4:35
8. Kult – „Do Ani” (muz. Kult – sł. K. Staszewski) – 4:08
9. Republika – „Gadające głowy” (muz. i sł. G. Ciechowski) – 4:19
10. Rezerwat – „Zaopiekuj się mną” (muz. P. Mikołajczyk, Z. Nikodemski – sł. A. Adamiak, A. Senar) – 5:04
11. Mech – „Czy to możliwe” (muz. i sł. M. Januszko) – 3:17
12. Róże Europy – „List do Gertrudy Burgund” (muz. A. Orzech – sł. P. Klatt) – 6:03
13. Bielizna – „Kołysanka dla narzeczonej tapicera” (muz. i sł. J. Figura, J. Janiszewski) – 2:47
14. Ziyo – „Bliżej gwiazd (Wyspy)” (muz. Ziyo – sł. J. Durał) – 3:49